# Hà mã
Hà mã là một loài động vật có vú ăn cỏ lớn sống ở châu Phi Hạ Sahara, và là một trong hai loài còn sinh tồn của Họ Hà mã (Hippopotamidae); loài còn lại là hà mã lùn. Đây là một trong những loài thú có vú trên cạn lớn nhất và là động vật móng guốc chẵn nặng nhất, dù thấp hơn nhiều so với hươu cao cổ.

## Từ nguyên
"Hà mã" là phiên âm Hán-Việt của chữ Hán 河馬. Đây là cách dịch nghĩa của từ Hy Lạp ἱπποπόταμος, hippopotamos - gồm ἵππος, hippos nghĩa là "ngựa", và ποταμός, potamos nghĩa là "sông" - mang nghĩa "ngựa sông".

## Tổng quan
Hà mã là loài sống nửa ở nước nửa trên cạn, cư trú ở các con sông, hồ và các đầm lầy rừng ngập mặn Tây Phi nơi những con đực chiếm lĩnh một đoạn sông và đứng đầu đàn gồm 5 đến 30 con cái và con non. Vào ban ngày, chúng duy trì sự mát mẻ bằng cách đầm mình trong nước hay bùn; và sự sinh sản cũng diễn ra trong nước. Chúng lên bờ vào ban đêm để ăn cỏ. Mặc dù các con hà mã nghỉ ngơi gần nhau trong nước, thì việc kiếm ăn lại là hoạt động đơn lẻ và không mang tính lãnh thổ.
Dù có sự tương đồng về cơ thể với lợn và các loài guốc chẵn trên cạn khác, chúng lại có họ hàng gần nhất là cá voi và cá heo, nhóm mà đã tách ra vào khoảng 55 triệu năm trước. Tổ tiên chung của cá voi và hà mã rẽ nhánh từ những động vật guốc chẵn khác vào khoảng 60 triệu năm về trước. Hóa thạch hà mã sớm nhất được biết đến thuộc về chi Kenyapotamus ở châu Phi, có niên đại khoảng 16 triệu năm trước đây.
Hà mã được nhận biết bởi thân mình tròn trịa, gần như không lông, cái miệng và bộ hàm lớn, hai đôi chân ngắn và kích cỡ to lớn. Chúng là động vật có vú trên cạn lớn thứ ba về khối lượng (từ 1½ đến 3 tấn), sau tê giác trắng (1½ đến 3½ tấn) và ba loài voi (3 đến 9 tấn), dài 3.6–4 m, cao từ 1.5-1.7m. Hà mã là một trong những loài thú đi bằng bốn chân lớn nhất. Dù có hai đôi chân ngắn và thân hình bè bè, chúng lại có thể dễ dàng chạy nhanh hơn con người. Chúng đã được ghi nhận với tốc độ 30 km/h (19 mph) ở những khoảng cách ngắn. Hà mã là một trong những sinh vật hung hăng nhất trên thế giới và thường được xem như một trong những động vật nguy hiểm nhất ở châu Phí. Hiện nay ước tính có khoảng 125.000 tới 150.000 cá thể hà mã ở khắp khu vực châu Phi cận Sahara; Zambia (40.000) và Tanzania (20.000–30.000) là hai quốc gia có quần thể hà mã lớn nhất. Chúng vẫn bị đe dọa bởi việc mất đi môi trường sống và sự săn trộm để lấy thịt và những răng nanh bằng ngà.

## Tấn công con người

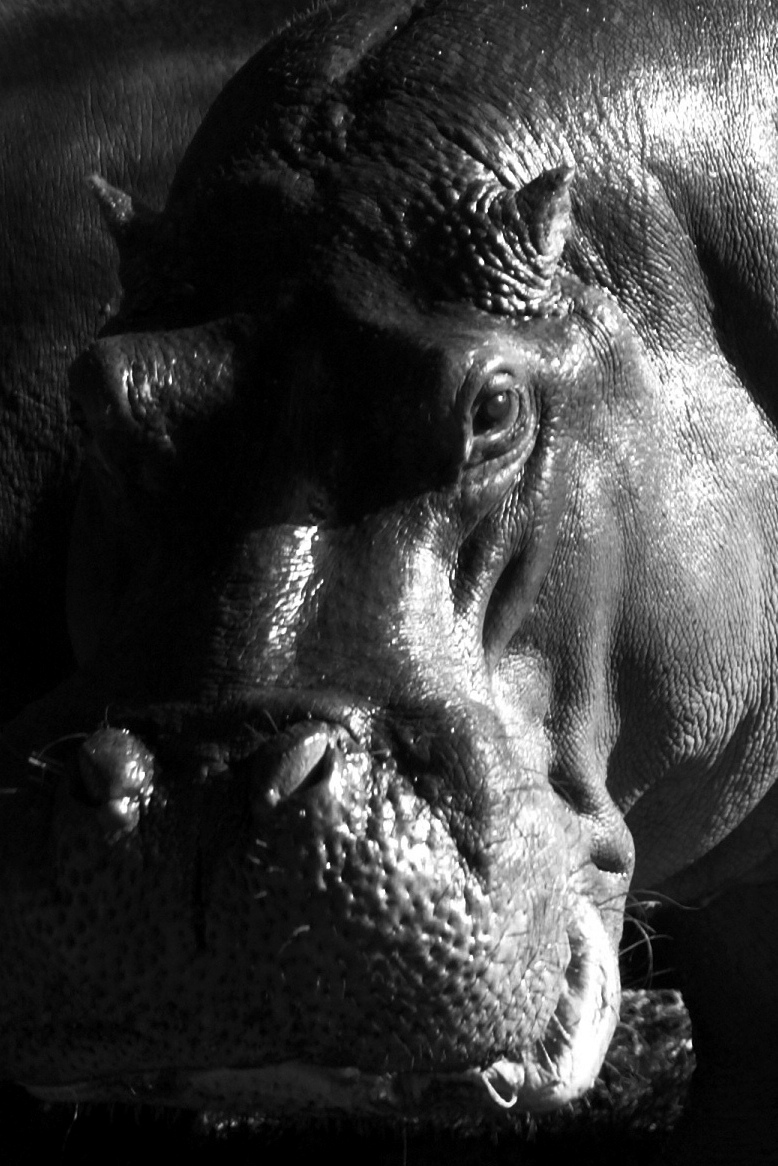
Những con hà mã tuy có vẻ bề ngoài hiền lành cục mịch nhưng chúng là một trong những loại động vật nguy hiểm bậc nhất và hung dữ nhất, giết nhiều người nhất ở châu Phi

Hà mã là một trong những sinh vật hung hăng nhất trên thế giới và thường được xem như một trong những động vật nguy hiểm nhất ở châu Phi cũng như trên thế giới. Không một loài thú hoang dã nào ở châu Phi giết người nhiều như những con hà mã. Hằng năm có 2900 người bị giết bởi loài này. Hà mã đặc biệt hung dữ khi bị xâm phạm lãnh thổ của chúng và động đến con cái của chúng. Chính vậy thổ dân ở châu Phi rất dễ mất mạng khi vô tình xâm phạm lãnh thổ của hà mã. Chúng sẽ rượt đuổi, kéo họ xuống đầm, cắn nát thuyền của họ và có thể cắn nát cả đầu của họ.
Là loài thú dữ tợn nhất châu Phi, hàm của hà mã có thể nghiền nát một hoặc hai con cá sấu dài khoảng 3m. Độ hung bạo của chúng mạnh hơn bất cứ loài vật kích thước lớn nào. Chúng có trọng lượng trung bình lên tới 1,5 tấn và hàm răng có sức mạnh tương đương với một chiếc búa tạ cỡ lớn. Chúng thường tấn công con người và tàu bè nhỏ. Mặc dù có thân thể thấp đậm và bốn cái chân ngắn cũn nhưng hà mã có thể đạt tới tốc độ lên đến 48 km/h và dễ dàng vượt mặt con người. Chúng cũng là loài thú có vú nặng thứ 3 trên mặt đất. Con đực có thể nặng tới 1,8 tấn và dài khoảng 5m. Không nên trêu chọc một con hà mã, nhất là khi chúng đang nhấm nháp bữa ăn trưa.
Thậm chí ngay cả những con hà mã được nuôi nấng và thân thiết từ nhỏ cũng có thể giết người chủ của mình, điển hình là bi kịch của một người nông dân ở Nam Phi khi bị chính con vật nuôi 6 tuổi mình thương yêu và chăm sóc hại chết bằng cách moi ruột cho đến chết. Thi thể bị cắn xé thương tâm của Marius được phát hiện trôi nổi trên một dòng sông chạy qua trang trại của anh ở vùng quê Nam Phi sau đó hà mã này còn chạy điên cuồng trên đồng cỏ để tấn công những người chơi golf ở câu lạc bộ gần nông trại và cắn chết một chú bê của đối tác làm ăn với ông chủ.

## Động vật ngoại lại ở Colombia
Vào những năm 1980, trùm ma tuý Pablo Escobar đã nhập khẩu 4 con hà mã vào Colombia để nuôi trong trại thú ở khu dinh thự xa hoa Hacienda Nápoles của mình, sau cái chết của ông trùm này vào năm 1993 thì những con hà mã đã trốn thoát và sinh sôi bùng nổ ở lưu vực sông Magdalena khiến cho chính quyền địa phương mất kiểm soát, và người dân ở xung quanh khu vực có hà mã sinh sống lo sợ vì loài này khá hung dữ.
Chính phủ Colombia từng cố gắng tiêu huỷ những con vật này vào năm 2009, nhưng phải dừng lại sau khi bị giới truyền thông chỉ trích. Hiện nay, chính quyền địa phương muốn thực chiến lược hiến tặng. Chính quyền tỉnh Antioquia đang đàm phán để trao tay 60 con hà mã cho một công viên ở Ấn Độ, 10 con khác ở một khu vực bảo tồn ở Mexico.

## Hình ảnh

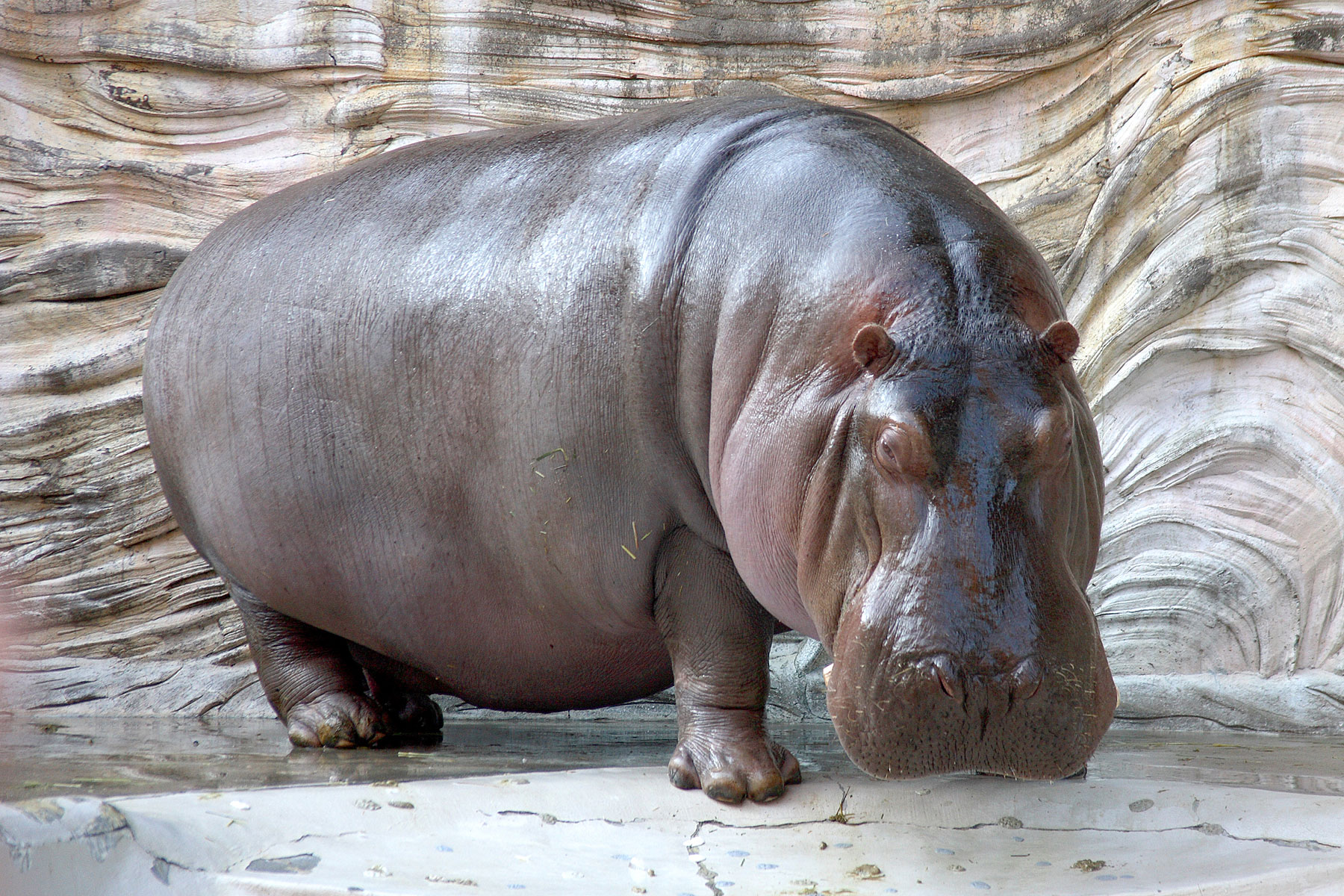
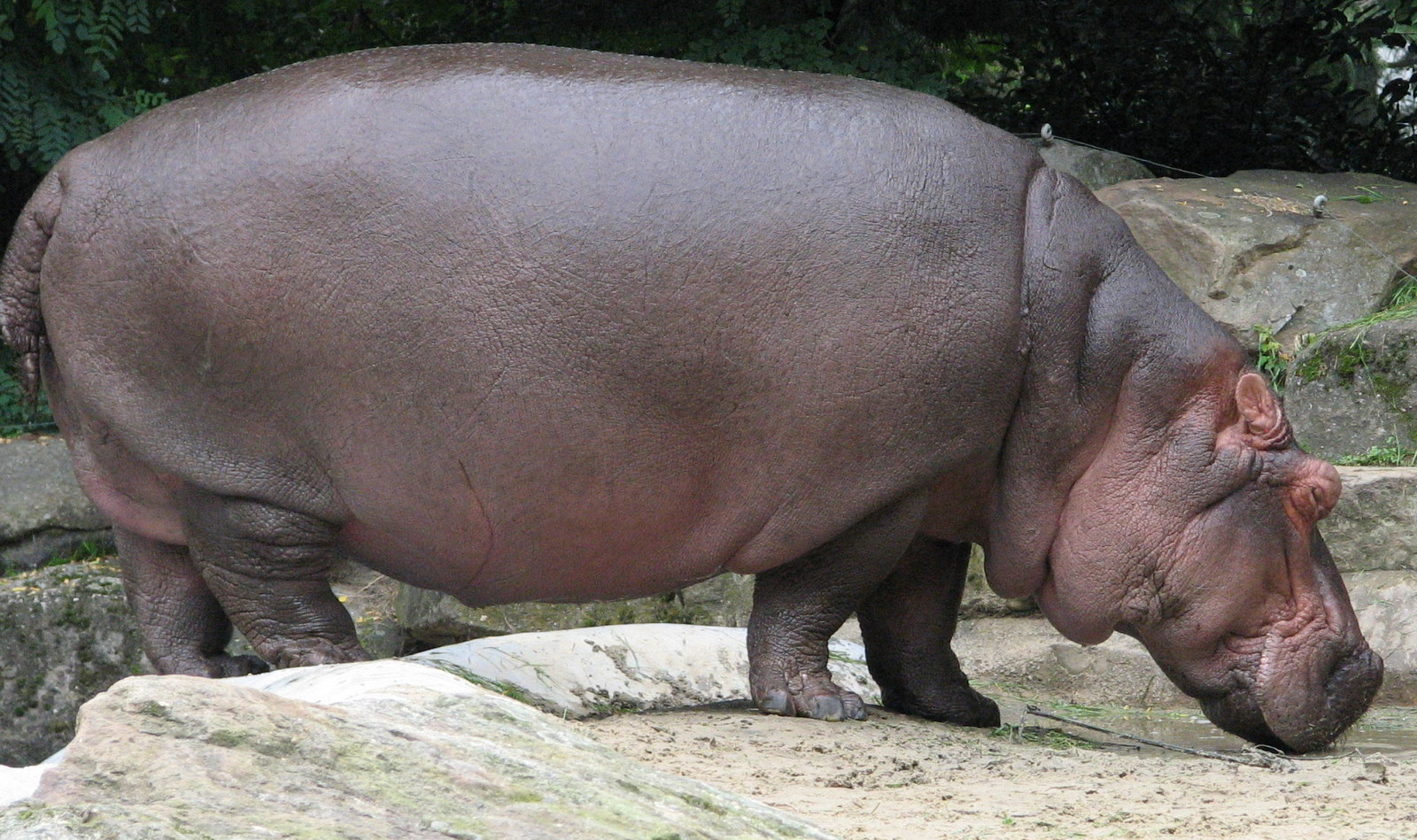
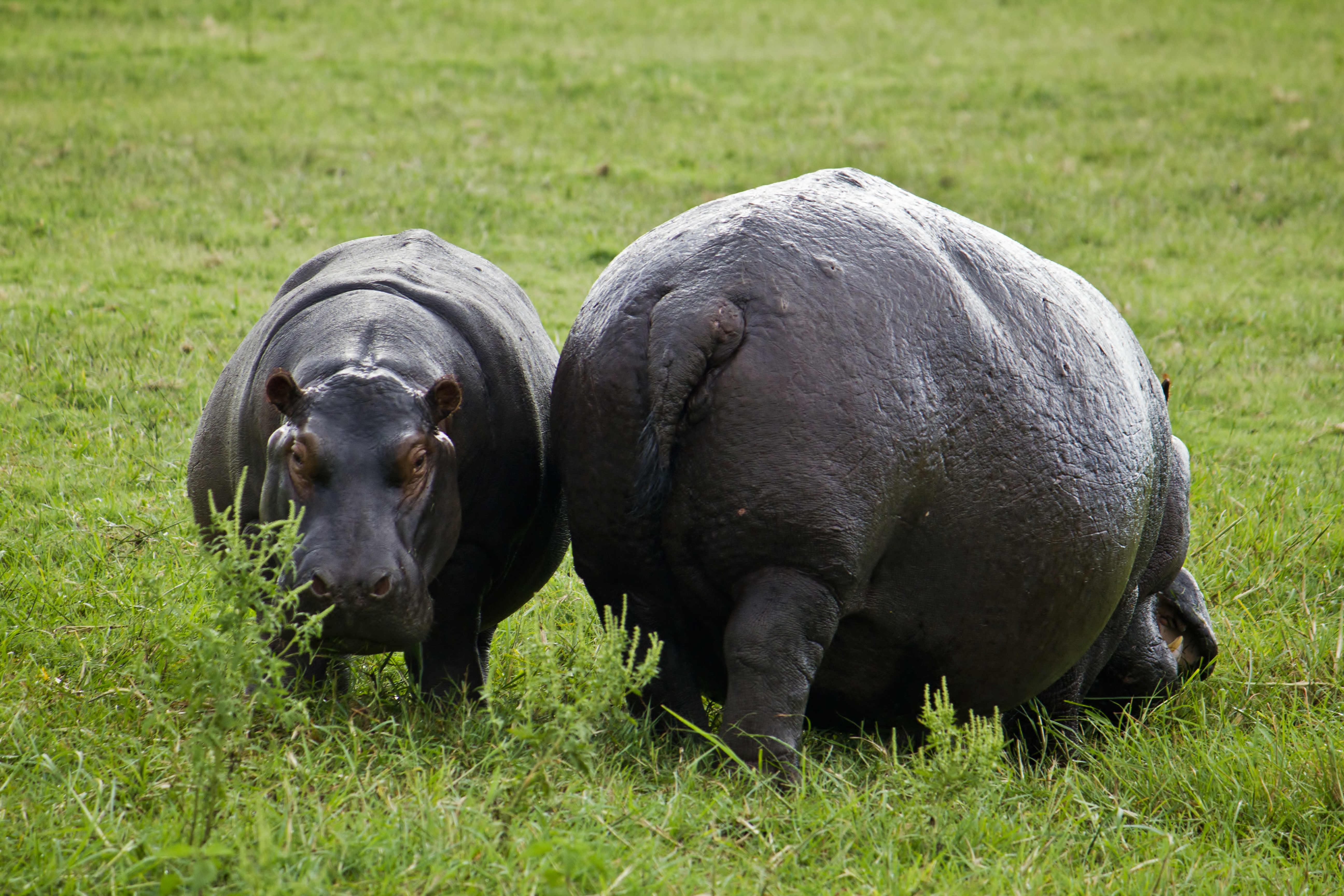
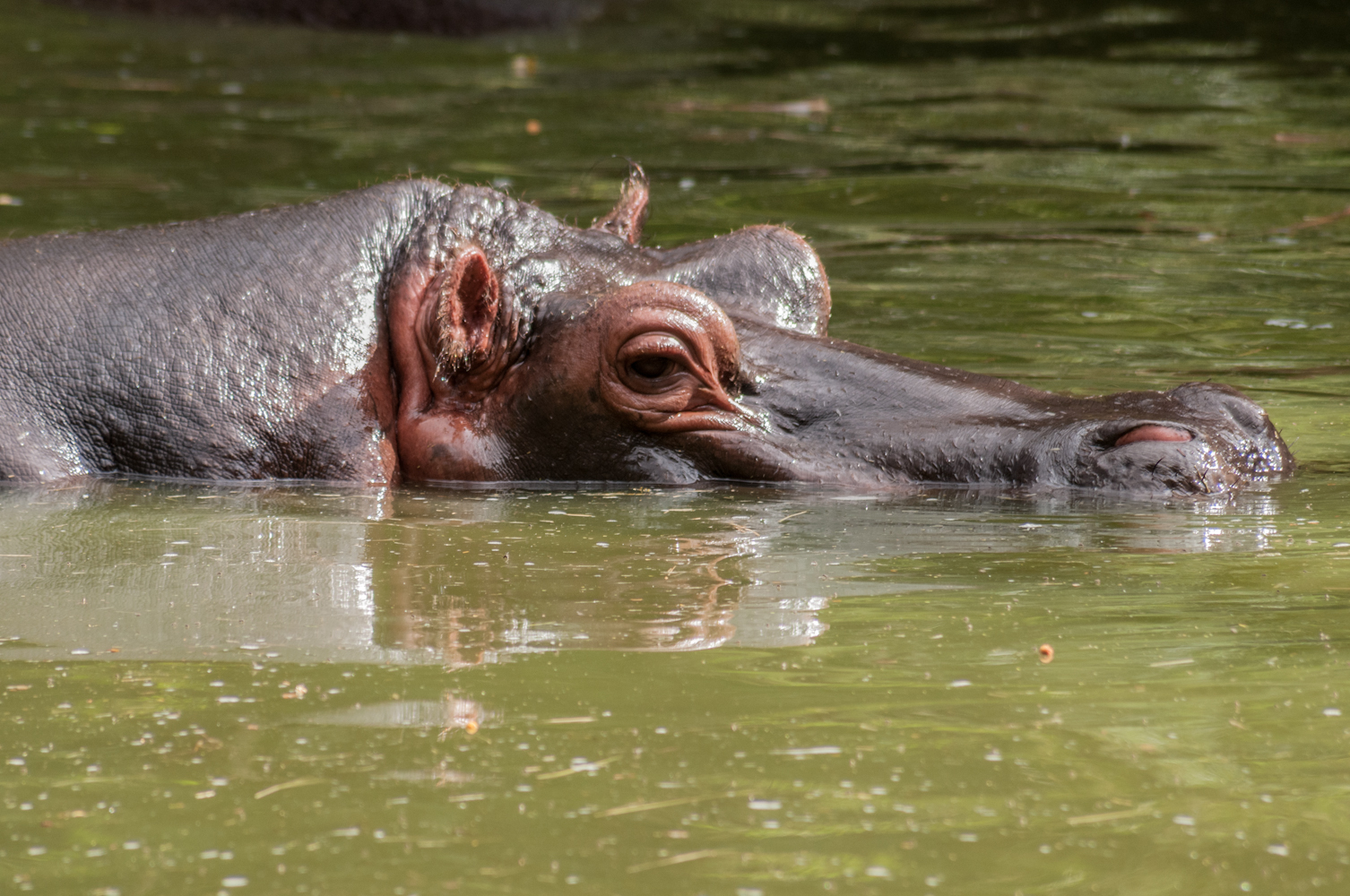
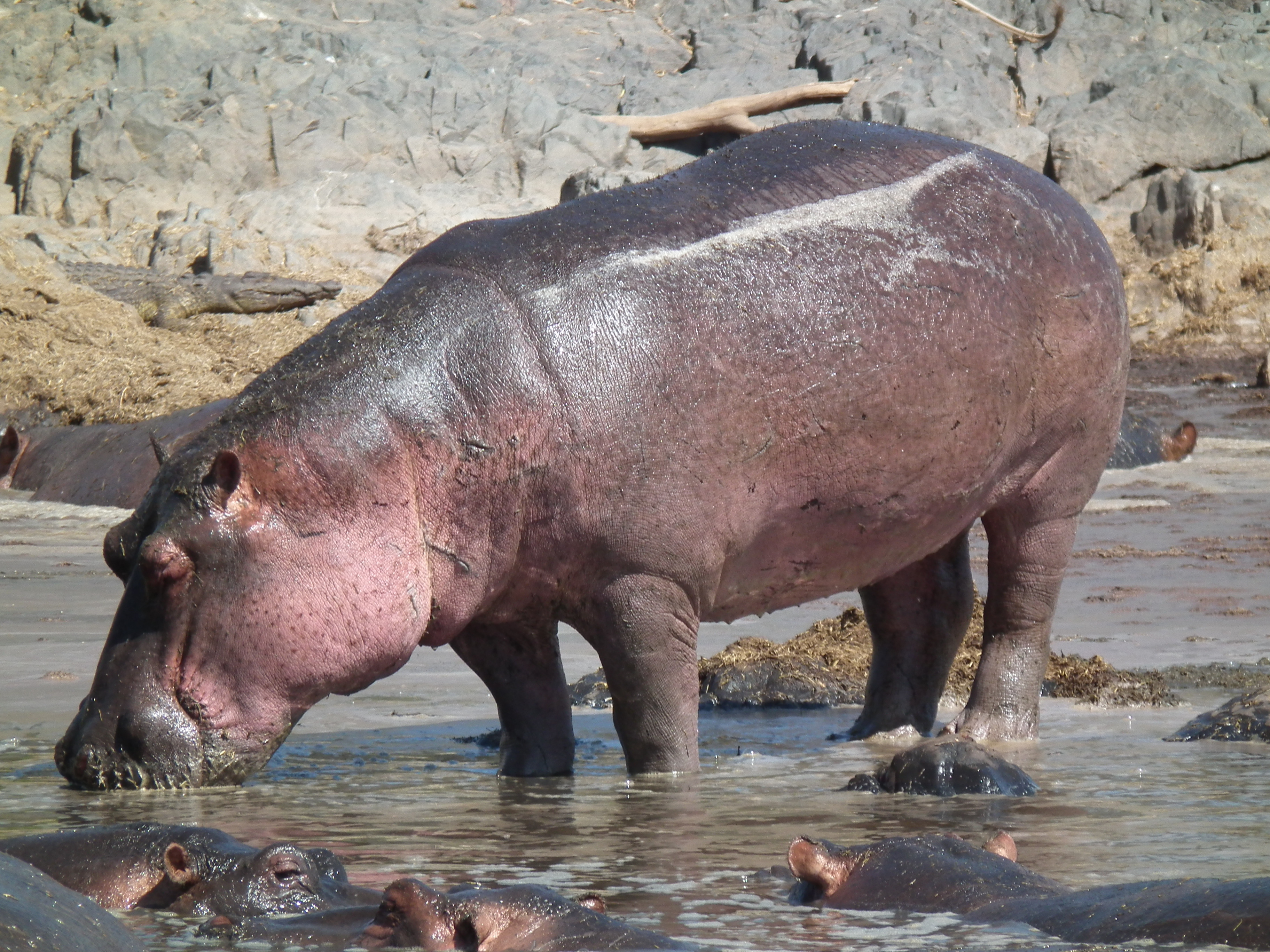
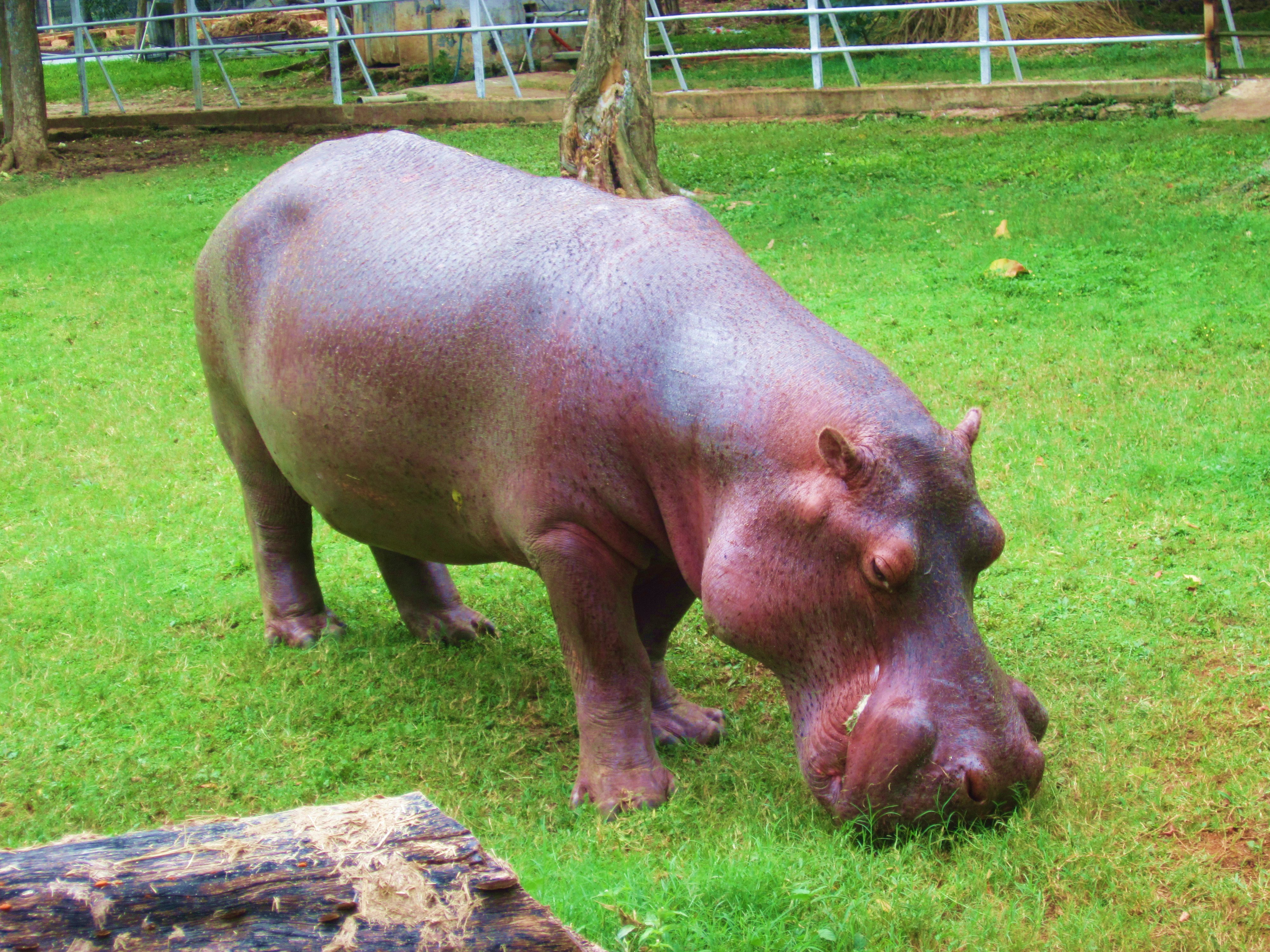